# Мухаммад бін Насир
Мухаммад бін Насир (араб. محمد بن ناصر الغافري; д/н — 1728) — імам Оману в 1724—1728 роках.

## Життєпис
Походив з клану аль-Гафірі племені нізар. Син шейха Насир бін Ахмад бін Рамтаха. Вперше згадується у 1722 році, коли прибув привітати хранителя (регента) Більараба бін Насира (відомий також як Абу'л-Араб) у м. Рустак. Тут з невідомих причин відбулася сварка з останній. У відповідь Мухаммад бін Насир підняв повстання, звільнивши колишнього імама Яараба бін Більараба. У наступній кампанії здолав Більараба бін Насира, що погодився передати тому всі оманські фортеці.
Водночас помер Яараб, якого Мухаммад планував відновити на троні. Довідавшись про це, Халяф бін Мубарак, шейх племені бану-хілна, відмовився здати Маскат і Барка. Розцінивши це як порушення угоди, Мухаммад бін Насир ув'язнив Більараба бін Насира та рушив на Барку. Зрештою Мухаммад зумів зайняти практично всі фортеці, але ібн Мубарак контролював морські шляхи. 2 жовтня 1724 року на зборах шейхів ібн Насира було оголошено новим імамом замість Саїфа бін Султана II. Втім проти цього повстали північні племена, що надали допомогу Халяфу бін Мубараку.
Почалася запекла боротьба, що тривала з перемінним успіхом. Зрештою в березні 1728 року в битві біля Сухару Мухаммад бін Насир і Халяф бін Мубарак обидва загинули. Внаслідок цього влада знову повернулася до Саїфа бін Султана II.